# 巴瓦科阿斯
巴瓦科阿斯是哥倫比亞的城鎮，位於該國西部，由納里尼奧省負責管轄，距離首府帕斯托236公里，面積2,324平方公里，海拔高度36米，2005年人口30,256。
1°39′21″N 78°09′55″W / 1.65583°N 78.1653°W